# Hiroyasu Kawakatsu
Hiroyasu Kawakatsu (Kyoto, 19 september 1975) is een voormalig Japans voetballer.

## Carrière
Hiroyasu Kawakatsu speelde tussen 1998 en 2000 voor Kyoto Purple Sanga.

## Statistieken
| Japan   | Japan              | Japan       | League | League | Emperor's Cup | Emperor's Cup | J-League Cup | J-League Cup | Totaal | Totaal |
| Seizoen | Club               | League      | Wed.   | Goals  | Wed.          | Goals         | Wed.         | Goals        | Wed.   | Goals  |
| ------- | ------------------ | ----------- | ------ | ------ | ------------- | ------------- | ------------ | ------------ | ------ | ------ |
| 1998    | Kyoto Purple Sanga | J. League 1 | 8      | 1      | 1             | 2             | 0            | 0            | 9      | 3      |
| 1999    | Kyoto Purple Sanga | J. League 1 | 11     | 0      | 0             | 0             | 1            | 1            | 12     | 1      |
| 2000    | Kyoto Purple Sanga | J. League 1 | 0      | 0      | 0             | 0             | 0            | 0            | 0      | 0      |
| Totaal  | Totaal             | Totaal      | 19     | 1      | 1             | 2             | 1            | 1            | 21     | 4      |